# 柳德米拉·别林斯卡娅
柳德米拉·瓦连京诺芙娜·别林斯卡娅（俄語：Людмила Валентиновна Берлинская；1960年12月30日—）是一位俄罗斯钢琴演奏家及演员，1960年出生于莫斯科。她的父亲是大提琴演奏家瓦连京·别林斯基（Valentin Berlinsky），包罗定弦乐四重奏的创团成员。
作为室内乐领域的资深专家，她受到葛替耶爾·卡普頌、亨利·德玛尔凯特（Henri Demarquette）、大卫·热兰嘉（David Geringas）、阿兰·莫尼耶尔（Alain Meunier）、帕维尔·高姆吉亚科夫（Pavel Gomziakov）、菲利普·缪勒（Philippe Muller）、多米尼克·德-威廉库特（Dominique de Williencourt）、杰哈德·普莱、萨拉·南姆塔努（Sarah Nemtanu）、杰哈德·高赛、尚-馬克·路易沙達、弗朗索瓦-雷内·杜莎波勒（François-René Duchâble）、保罗·梅耶等人及莫迪利亚尼四重奏（Quatuor Modigliani）、奥兰多四重奏（Quatuor Orlando）、丹奈尔四重奏、美艺四重奏（Fine Arts Quartet）、圣彼得堡四重奏（Quatuor de Saint-Pétersbourg）、阿尔德奥四重奏（Quatuor Ardeo）、莫拉格斯五重奏（Quintette Moraguès）以及其他著名乐团的合作邀请。
别林斯卡娅被视为资深音乐家之一，曾与其他著名音乐家合作，用钢琴演奏过肖斯塔科维奇所谱写的全部室内乐，甚至包括鲜少或从未有人演奏过的乐曲。

## 生平
别林斯卡娅的母亲是律师，父亲是音乐家，即包罗定弦乐四重奏的创建人，大提琴演奏家瓦连京·别林斯基。
童年时代的她被父母身边众多的俄国艺术家及知识界的名人所围绕，如作曲家魏因贝格、肖斯塔科维奇、施尼特凯、古拜杜丽娜；演奏家罗斯特罗波维奇、奥伊斯特拉赫、夏弗朗、扎克（Yakov Zak）、哥登怀瑟、弗利耶（Yakov Flier）；指挥家泰米卡诺夫、斯韦特拉诺夫、罗杰斯特文斯基（Gennady Rojdestvenski）、基泰易安柯（Dmitri Kitayenko）；画家兹维热夫（Anatoly Zverev）、希里斯（Nikolaï Silis）、斯杜尔（Vadim Sidur）、兰伯特（Vladimir Lemporte）、汉达莫夫、克拉斯诺沛弗基耶夫（Dmitri Krasnopevtsev）、作家亚历山大·索尔仁尼琴以及院士安德烈·萨哈罗夫等人。
别林斯卡娅5岁开始学琴，一年后进入格涅辛音乐学院从师於安娜·康多（Anna Kantor）。后者因曾教授艾夫根尼·紀新和尼古拉·德米登高（Nikolaï Demidenko）而声名远播。17岁时，她进入莫斯科音樂學院，师从米克哈伊·沃斯科里森斯基（Mikhail Voskresensky）。
14岁时，她开始与包罗定四重奏团一起登台演奏；15岁参加交响乐演奏，并开始与阿力山大·路丁及阿力山大·涅阿基夫（Alexandre Kniazev）等其他优秀青年音乐家一起参加巡回演出，表演独奏或室内乐合奏，脚步遍及整个苏联，从波罗的海到堪察加半岛。17岁时，她开始与尤利·巴什米特及维克托·特列嘉科夫（Viktor Tretiakov）等音乐大师一起合奏，19岁就已经在莫斯科、圣彼得堡、下诺夫哥罗德（Nijni-Novgorod）等地及其他文化名城中全苏最大的几家音乐厅登台演出。
别林斯卡娅在音乐生涯外也一鸣惊人。13岁时她与其他两位主演一起，担纲出演了瓦伦汀·塞亚诺夫（Valentin Selyanov）拍摄的《宇宙大探险》（Le Grand Voyage cosmique，俄）。影片引起极大轰动，成为一代人的标志。片中由阿莱克斯·瑞布尼科夫（Alexeï Rybnikov）谱写的两首主题曲（Ты мне веришь или нет；млечный путь）由她亲自演绎，流行一时；此后这些流行歌曲常在俄罗斯广播节目中播放，直到今日。出演该片后，别林斯卡娅接到无数拍片邀约，为了音乐她对此一一推辞。
結識里赫特
15岁时，别林斯卡娅有幸被斯维亚托斯拉夫·里赫特慧眼识中，成为其身边的重要人物，一直受其护佑。她将这位伟大的艺术家视为精神之父，并深受其身边创作氛围的影响。从20世纪70年代末到80年代初，她甚至被这位大师指定，为其翻谱，树立起独特的威望。
除在未来选择上受到斯维亚托斯拉夫·里赫特的深远影响外，别林斯卡娅还因此结识了其身边众多的艺术家，如尤利·鲍里索夫（Youri Borissov）、叶夫根尼·姆拉温斯基、加林娜·乌兰诺娃、鲍里斯·波克罗夫斯基（Boris Pokrovsky）、伊万·可斯洛夫斯基（Ivan Kozlovski）、迪特里希·菲舍尔-迪斯考、彼得·许莱尔、克里斯托弗·埃申巴赫、弗拉基米尔·法斯列夫（Vladimir Vassiliev）、斯坦尼斯拉夫·诺豪斯（Stanislav Neuhaus）、纳塔利娅·古特曼、奥列格·卡甘、因诺肯季·斯莫克图诺夫斯基等等。
她多次参加里赫特在普希金造型艺术博物馆创办的音乐节，即“十二月之夜”（Decembre Nights），每年的曲目安排均与该博物馆的主题与展览密切相关。
她曾多次参加该音乐节。1985年她与斯维亚托斯拉夫·里赫特在同一架钢琴上表演二人奏，在布里顿（Britten）歌剧《Le Tour d’Ecrou》最后的钢琴演奏部分，代替斯维亚托斯拉夫·里赫特进行表演。
里赫特因反对竞赛而出名，他鼓励别林斯卡娅避免参加竞赛。尽管她在为数不多的比赛经历中（如巴黎及佛罗伦萨室内乐比赛（Premiers Prix du concours de musique de chambre de Paris et de Florence）冠军；李奥纳多大奖（Prix Leonardo））均夺得桂冠，但她仍然遵循老师的建议，不参加国际重要赛事。
正是在里赫特的家中，她与年轻的指挥家弗拉迪米尔·芝华（Vladimir Ziva）一见倾心。他们婚后育有一子德米特里·别林斯基（Dmitri Berlinski），与小提琴家德米特里·别林斯基同名。其子目前为职业大提琴家，与帕维尔·高姆吉亚科夫（Pavel Gomziakov）、娜塔莉·柴可夫斯卡娅（Natalia Chakhovskaïa）及罗兰德·彼杜（Roland Pidoux）曾一同习琴。
定居巴黎
20世纪90年代初，别林斯卡娅与第二任丈夫安东·马特拉耶夫（Anton Matalaev）在巴黎定居，他是安东四重奏团的首席小提琴师，当时刚获得依云水竞赛（Concours d'Évian）冠军头衔。在巴黎，别林斯卡娅开始经常与罗斯特罗波维奇合作在欧洲演出。在巴黎市政厅举办首场音乐会后，当时的市长希拉克的夫人为别林斯卡娅举办俄罗斯音乐沙龙（Salon Musical Russe）创造机会。
安东·马特拉耶夫与别林斯卡娅的女儿玛莎·马特拉耶娃（Macha Matalaev）出生于1991年。安东·马特拉耶夫逝世于2002年。
90年代别林斯卡娅交流不断，音乐生涯十分活跃。她在伦敦的威格莫尔音乐厅及巴比肯藝術中心、阿姆斯特丹音樂廳、巴黎的香榭丽舍大街音乐厅（Théâtre des Champs Élysées）与加诺音乐厅（Salle Gaveau）、莫斯科音乐学院、威尼斯凤凰歌剧院、布鲁塞尔及马德里的皇家学院（Académies Royales）等大型音乐厅或众多音乐节上举办独奏或室内音乐会。

### 近期活動
2001年她创建了自己的第二个音乐节“巴黎音乐之春”（Printemps Musical à Paris），在巴黎各大音乐厅演出。音乐会上演奏了史克里亞賓的《普罗米修斯火之诗》巴黎版音乐，并成为继乔治·巴兰钦（George Balanchine）之后，第二位以载歌载舞的形式在巴黎演奏普朗克《晨曲》（Aubade）的音乐家。
除演奏生涯外，别林斯卡娅还从2006年开始在巴黎高等音乐师范学院讲授阿尔弗雷德·科尔托的音乐。
2008年12月15日瓦连京·别林斯基逝世，为此2009年6月，她成立了别林斯基协会（Association Berlinsky）。
2011年，她与丈夫亚瑟·安塞尔（Arthur Ancelle），法国钢琴家出版了一张钢琴二人奏。他们的第一张专辑于2012年春由蓝宝石影业（Saphir Productions）出版，收录了柴可夫斯基的作品，并多次获奖。第二张专辑收录了谢尔盖·普罗科菲耶夫（Serge Prokofiev）的芭蕾舞曲，2014年由旋律唱片公司出版——这是苏联解体以来首张完全由该公司自行录制的专辑。
别林斯卡娅为法国卢瓦尔-谢尔省的“门钥匙”（La Clé des Portes）新音乐节担任联合艺术指导。该艺术节由香波堡周边企业俱乐部（Club d'Entreprises des Portes de Chambord）发起创立。

## 作品

### 专辑
- 舒曼：十二月之夜音乐会（December Nights），与斯维亚托斯拉夫·里赫特、包罗定四重奏，旋律唱片公司出品，1985年
- 拉赫玛尼诺夫：大提琴奏鸣曲、练声曲、三重奏，与瓦伦汀·别林斯基、安东·马特拉耶夫
- 格林卡：钢琴曲、六重奏，与包罗定四重奏、格列高利·科瓦莱夫斯基（Grigori Kovalevski），欧洲艺术（Europe Arts）出品
- 施尼特凯：第三弦乐四重奏、五重奏、钢琴四重奏，与包罗定四重奏，维珍古典（Virgin Classics）出品
- 门德尔松、施特劳斯：小提琴钢琴奏鸣曲，与普莱，蓝宝石影业（Saphir Productions）出品
- 柴可夫斯基：弗兰切斯卡·达·里米尼（Francesca da Rimini）、胡桃夹子，与亚瑟·安塞尔，蓝宝石影业出品
- 普罗科菲耶夫：罗密欧与朱丽叶、灰姑娘，与亚瑟·安塞尔，旋律唱片